# Borysthenia biformis
Borysthenia biformis is een uitgestorven slakkensoort uit de familie van de Valvatidae. De wetenschappelijke naam van de soort werd voor het eerst geldig gepubliceerd in 1876 door Sinzov.